# Assyriska erövringen av Elam
Den assyriska erövringen av Elam syftar på det assyriska imperiets 16 år långa, av och till pågående, krig med Elam som låg i vad som idag är västra Iran. År 639 f.Kr. föll det elamitiska riket slutligen och de lyckades aldrig återhämta sig.

## Bakgrund
Elam hade i århundraden varit de mesopotamiska staternas största rival och hot, framför allt mot Babylon som de invaderat åtskilliga gånger. Elams anspråk på Babylon och södra Mesopotamien satte dem i konflikt med assyrierna som ansåg att området tillhörde deras egen intressesfär. År 721 f.Kr. skedde det första kända kriget mellan Elam och Assyrien även om stridigheter mellan de båda antagligen skett flera gånger tidigare. Kriget 721 f.Kr. utlöstes dock av att Babylon gjorde uppror mot assyrierna och Elam beslutade sig då för att skicka trupper till babylonierna för att stödja dem i kampen. Efter 721 f.Kr. skulle flera stora slag ske mellan Assyrien och Elam; slaget vid Tigris 717 f.Kr., Sjöinvasionen av Elam 694 f.Kr., slaget vid Der och Diyalafloden 693 f.Kr. Striderna mellan Assyrien och Elam var blodiga och slutade oftast utan en klar segrare. Dock verkar Elam inte ha kunnat angripa det assyriska riket i dess kärnland vilket tyder på att striderna sannolikt slutade i Assyriens fördel.
År 655 f.Kr. försökte Elam erövra Babylon men de misslyckades och det elamitiska riket började nu visa tydliga tecken på att det var på väg att kollapsa. Assyrien svarade med att själva invadera Elam och i slaget vid Ulai på slätten utanför Elams huvudstad Susa vann de en förkrossande seger där Elams kung Teumman stupade. Ett uppror i Babylon hindrade det assyriska imperiet från att fortsätta djupare in i Elam men målet att en gång för alla göra slut på hotet i öst förblev ett av den assyriske kungen Ashurbanipals viktigaste mål.

## Kampanjen mot Elam
År 648 f.Kr. hade det babyloniska upproret krossats och Ashurbanipal beslutade sig för att än en gång anfalla Elam, assyrierna intog huvudstaden Susa som de jämnade med marken. 639 f.Kr. kom kampanjens nästa steg och Ashurbanipal samlade den assyriska armén för att en gång för alla krossa riket. Elam var vid denna tid kraftigt försvagat då det rådde inbördeskrig och perserna hade invaderat dem från nordöst. Ashurbanipals invasion var lyckad och han skriver stolt om rikets fall:
"På en månad och 25 dagar krossade jag Elams provinser, salt och sihlu (en taggig växt) spred jag över dem. Dammet som var kvar av Susa, Madaktu, Haltemash och deras andra städer lät jag samla ihop och föra till Assyrien.. Ljudet av människor, boskap och festligheter utrotade jag från dess fält. Idag vilar vildåsnor, gaseller och andra djur från slätten i deras städer som om de vore hemma."

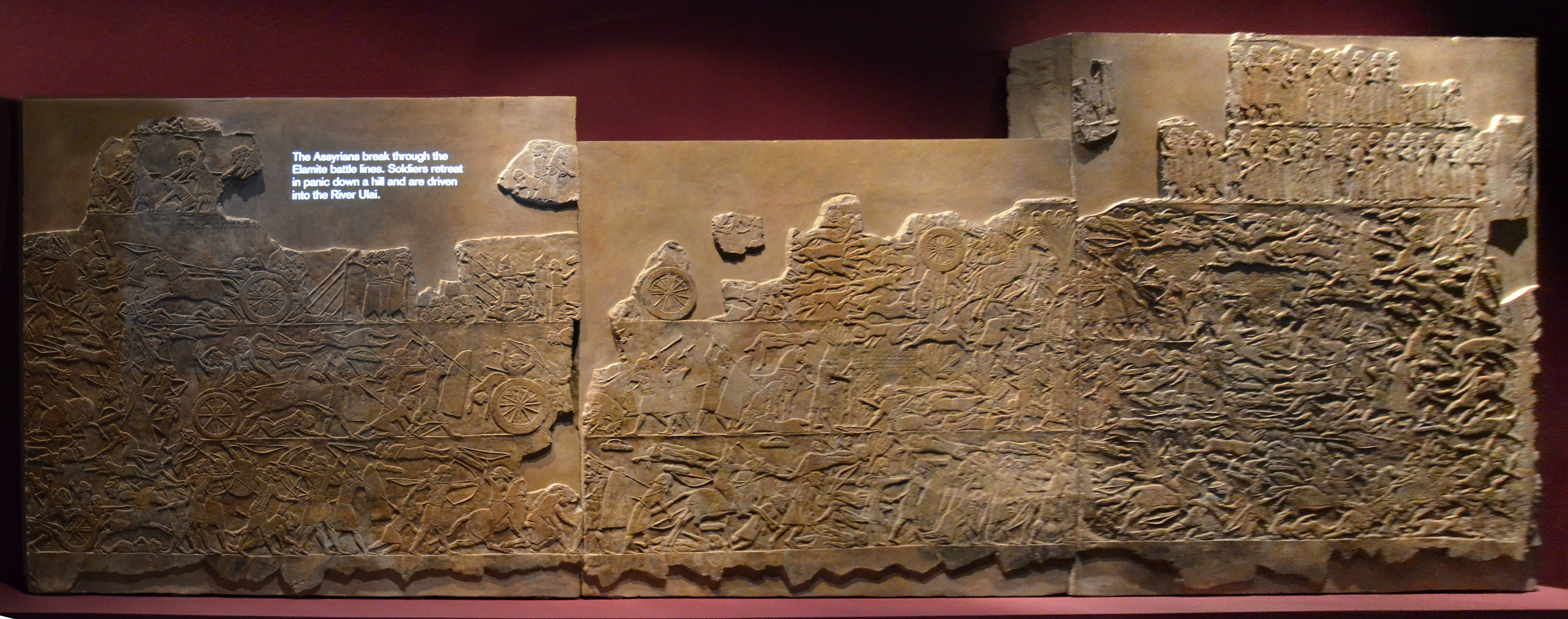
Relief över slaget vid Ulai, finns idag att beskåda på Brittiska museet.

Med Elam krossat återvände den segerrika men nu utslitna assyriska armén hem igen. Deras eget rike var dock på väg att falla isär och endast 35 år efter att Elam fallit skulle Assyrien sluta existera som kungadöme.